# Rosé (drag queen)
Ross Matthew McCorkell (26 de maig del 1989), millor coneguda pel seu nom artístic Rosé, és una drag queen escocesa-estatunidenca i cantant amb seu a Manhattan, Nova York. És millor coneguda per competir en la tretzena temporada de RuPaul's Drag Race, quedant com a finalista en el tercer/quart lloc juntament Gottmik.

## Primers anys
McCorkell va néixer a Greenock, Escòcia, a Inverclyde. Quan era jove, es va mudar juntament amb els seus pares, germà, i germana a Aberdeen, on es va criar. Als 10 anys, la seva família es va mudar a Houston, Texas, on els seus pares resideixen actualment. McCorkell va dir que per a encaixar a l'escola posava accent estatunidenc.

## Carrera
McCorkell, després de començar a fer drag el 2017, va actuar en una obra queer com a part del Capital Fringe Festival, a Washington, D. C. Originalment va considerar posar-se "PIG" com el seu nom drag. Després, va ajuntar amb les reines Jan Sport i Lagoona Bloo, van formar el grup pop Stephanie's Child en 2018. El 2017, Rosé va guanyar la competència drag Lady Liberty a Nova York després de 12 setmanes de competència contra altres 73 drag kings i queens.
L'elenc de Rosé en la tretzena temporada de RuPaul's Drag Race es va anunciar el 9 de desembre de 2020. Rosé es va exercir bé en la competència, guanyant tres desafiaments, inclòs el Rusical, i finalment va aconseguir el top quatre juntament amb Gottmik, Kandy Muse, i Symone. Rosé va ser una de les dues concursants que mai van ser enviades a eliminació durant la temporada, juntament amb Gottmik. Rosé va ser eliminada durant l'episodi final en una batalla de lip sync contra Kandy Muse, i finalment va empatar amb Gottmik com segona/tercer finalista.
Després de l'episodi del Snatch Game, Rosé va publicar una minisèrie anomenada Mary, Queen of Scots, on actuava com el personatge que havia interpretat. La minisèrie va presentar alguns amics de Rosé, inclosos Jan i Matthew Camp.
McCorkell va realitzar el seu senzill debut com a solista el 7 de maig de 2021, anomenat "The Devil in the Details".

## Premis i nominacions
| Any  | Organització  | Categoria       | Treball      | Resultats |
| ---- | ------------- | --------------- | ------------ | --------- |
| 2022 | The Queerties | Future All-Star | Ella mateixa | Nominada  |